# RAINBOW DREAM
『RAINBOW DREAM』（レインボウ・ドリーム）は、浜田麻里の4枚目のアルバム。ビクター音楽産業／Invitationから1985年1月21日に発売された。

## 構成
浜田のアルバムとしては初となるカヴァー楽曲が収録され、3曲目の「THE MOMENT OF TRUTH」はアメリカのロックバンドであるサバイバーが1984年に発表した楽曲、4曲目の「LOVE, LOVE, LOVE」は北アイルランドのギタリストであるゲイリー・ムーアが1982年に作曲した「ラヴ・キャン・メイク・ア・フール・オブ・ユー」の2曲を歌唱している。

## 制作
本作から、ロックユニットであるB'zとして結成する前の松本孝弘がレコーディングに参加し、アルバム『PROMISE IN THE HISTORY』（1986年）まで、ギタリストとしてセッションしている。当時、浜田は前任である北島健二から変わるのに抵抗感があったが、所属していたビーイングの強力なプッシュにより松本に変更したという。新人である松本に対し、浜田は初対面であるうえ、どのようなギタープレイをするか分からない状態だったため、一時はへそを曲げていたが、徐々に松本と頻繁に会って、コミュニケーションを密にとるようになってからは「彼の本気度が半端ないということに気づいたんです。そこからはスパンと気持ちが切り替わりました」と懐古している。

## 批評
| 専門評論家によるレビュー | 専門評論家によるレビュー |
| レビュー・スコア         | レビュー・スコア         |
| 出典                     | 評価                     |
| ------------------------ | ------------------------ |
| CDジャーナル             | 否定的                   |

『CDジャーナル』は、1曲目の「RAINBOW DREAM」関して「エッ、これが浜田麻里って思うはず」と評したものの、「ところが意外にもハード・ロックでなくてもよい歌い方をしているのです」と否定的に評価している。

## 収録曲

### LPレコード盤
| 全編曲: H.M. PROJECT。 |                                                               |                                         |                                         |       |
| #                      | タイトル                                                      | 作詞                                    | 作曲                                    | 時間  |
| 1.                     | 「RAINBOW DREAM」(レインボウ・ドリーム)                       | 浜田麻里                                | 浜田麻里                                | 1:14  |
| 2.                     | 「CAN'T YOU SEE MY LIFE」(キャント・ユー・シー・マイ・ライフ) | 浜田麻里                                | 浜田麻里                                | 4:54  |
| 3.                     | 「THE MOMENT OF TRUTH」(ザ・モーメント・オブ・トゥルース)     | DENNIS LAMBERT PETER BECKETT BILL CONTI | DENNIS LAMBERT PETER BECKETT BILL CONTI | 3:27  |
| 4.                     | 「LOVE, LOVE, LOVE」(ラブ・ラブ・ラブ)                        | GARY MOORE                              | GARY MOORE                              | 4:32  |
| 5.                     | 「LAST SCENE」(ラスト・シーン)                                | 浜田麻里                                | 松沢浩明                                | 3:58  |
| 合計時間:              | 合計時間:                                                     | 合計時間:                               | 合計時間:                               | 18:05 |

| 全作詞: 浜田麻里、全編曲: H.M. PROJECT。 |                                            |           |          |      |
| #                                        | タイトル                                   | 作詞      | 作曲     | 時間 |
| 1.                                       | 「LOVE MAGIC」(ラブ・マジック)             | 浜田麻里  | 松沢浩明 | 4:17 |
| 2.                                       | 「FREE WAY」(フリー・ウエイ)               | 浜田麻里  | 浜田麻里 | 4:51 |
| 3.                                       | 「LONELY WOMAN」(ロンリー・ウーマン)       | 浜田麻里  | 松沢浩明 | 3:39 |
| 4.                                       | 「HEARTY MY SONG」(ハーティ・マイ・ソング) | 浜田麻里  | 浜田麻里 | 4:16 |
| 合計時間:                                | 合計時間:                                  | 合計時間: | 17:03    |      |

### CD盤
| 全編曲: H.M. PROJECT。 |                                                               |                                         |                                         |       |
| #                      | タイトル                                                      | 作詞                                    | 作曲                                    | 時間  |
| 1.                     | 「RAINBOW DREAM」(レインボウ・ドリーム)                       | 浜田麻里                                | 浜田麻里                                | 1:14  |
| 2.                     | 「CAN'T YOU SEE MY LIFE」(キャント・ユー・シー・マイ・ライフ) | 浜田麻里                                | 浜田麻里                                | 4:54  |
| 3.                     | 「THE MOMENT OF TRUTH」(ザ・モーメント・オブ・トゥルース)     | DENNIS LAMBERT PETER BECKETT BILL CONTI | DENNIS LAMBERT PETER BECKETT BILL CONTI | 3:27  |
| 4.                     | 「LOVE, LOVE, LOVE」(ラブ・ラブ・ラブ)                        | GARY MOORE                              | GARY MOORE                              | 4:32  |
| 5.                     | 「LAST SCENE」(ラスト・シーン)                                | 浜田麻里                                | 松沢浩明                                | 3:58  |
| 6.                     | 「LOVE MAGIC」(ラブ・マジック)                                | 浜田麻里                                | 松沢浩明                                | 4:17  |
| 7.                     | 「FREE WAY」(フリー・ウエイ)                                  | 浜田麻里                                | 浜田麻里                                | 4:51  |
| 8.                     | 「LONELY WOMAN」(ロンリー・ウーマン)                          | 浜田麻里                                | 松沢浩明                                | 3:39  |
| 9.                     | 「HEARTY MY SONG」(ハーティ・マイ・ソング)                    | 浜田麻里                                | 浜田麻里                                | 4:16  |
| 合計時間:              | 合計時間:                                                     | 合計時間:                               | 合計時間:                               | 35:08 |

## 参加ミュージシャン
- Guitars : 松本孝弘
- Bass : 六川正彦, 鳴瀬喜博
- Drums : 長谷部徹
- Keyboards : 河野陽吾
- Vocal & Chorus : 浜田麻里

## リリース日一覧
| 地域 | リリース日     | レーベル                                      | 規格   | 規格品番   | 概要                                                         | 順位 |
| ---- | -------------- | --------------------------------------------- | ------ | ---------- | ------------------------------------------------------------ | ---- |
| 日本 | 1985年1月21日  | ビクター音楽産業／Invitation                  | LP     | VIH-28204  |                                                              | 7位  |
| 日本 | 1985年2月5日   | ビクター音楽産業／Invitation                  | CD     | VDR-74     | 初CD (廃盤)                                                  | -    |
| 日本 | 1988年12月16日 | ビクター音楽産業／Invitation                  | CD     | VDR-1583   | 再発 (廃盤)                                                  | -    |
| 日本 | 1994年3月24日  | ビクターエンターテイメント／SPEEDSTAR RECORDS | CD     | VICL-22019 | 再発 (廃盤)                                                  | -    |
| 日本 | 2008年10月22日 | ビクターエンターテイメント／Invitation        | CD     | VICL-63089 | デジタル・リマスタリング / 25th Anniversary 紙ジャケット仕様 | -    |
| 日本 | 2014年1月15日  | JVCケンウッド・ビクターエンタテインメント     | SHM-CD | VICL-70110 | デジタル・リマスタリング / 30周年記念高音質SHM-CD化          | -    |